# 高山古城遗址
高山古城遗址位於四川省成都市大邑縣三岔鎮高山社區3組，为新石器時代城址，平面呈長方形，分佈面積約57萬平方公尺，東西長1050公尺，南北寬550公尺。城牆為堆築而成，東牆及南牆尚存，城牆東南轉角明顯。城牆最寬處約50公尺，以前曾採集到陶片、石器等，從形制分析應屬成都平原寶墩文化遺存。古城遺址外形明顯，夯土層斷面清晰，東牆南牆尚存。為研究成都平原新石器時代文化遺存及社會生活狀況提供了重要的實物資料。2012年7月16日公佈為第八批四川省文物保護單位。2019年10月7日入选第八批全国重点文物保护单位。

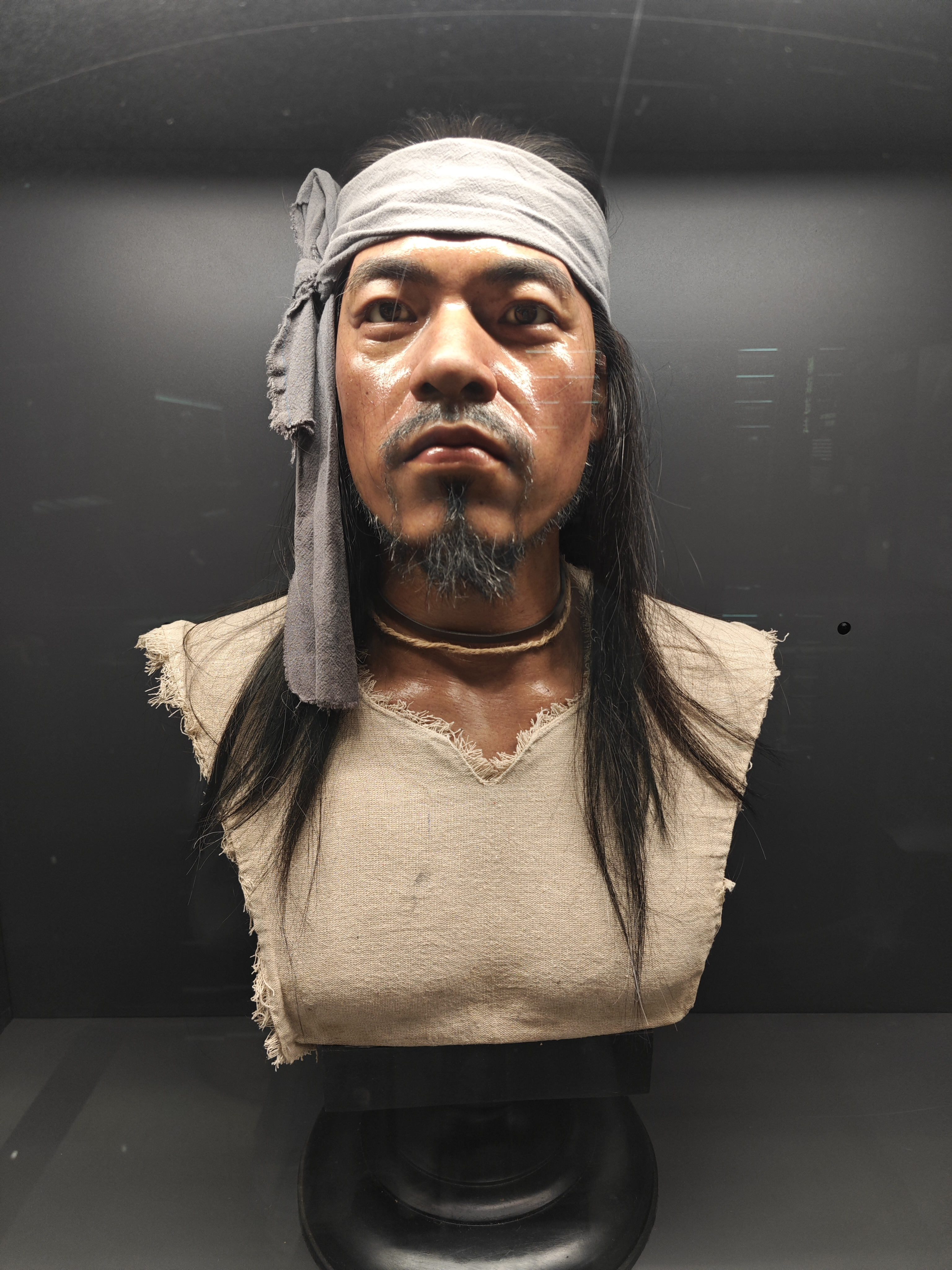
高山遗址复原人像，成都考古中心
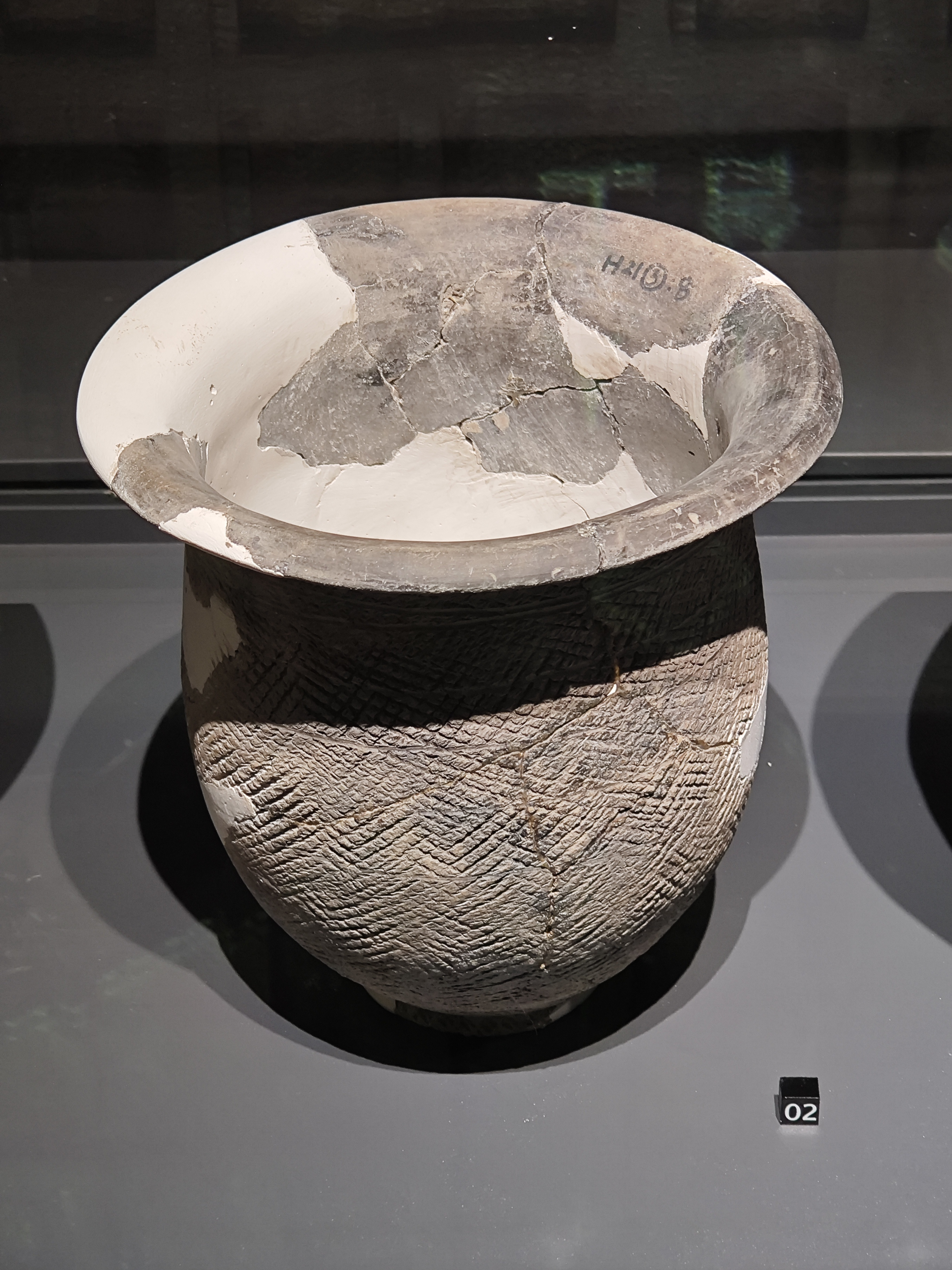
卷沿罐，新石器时代，成都考古中心藏
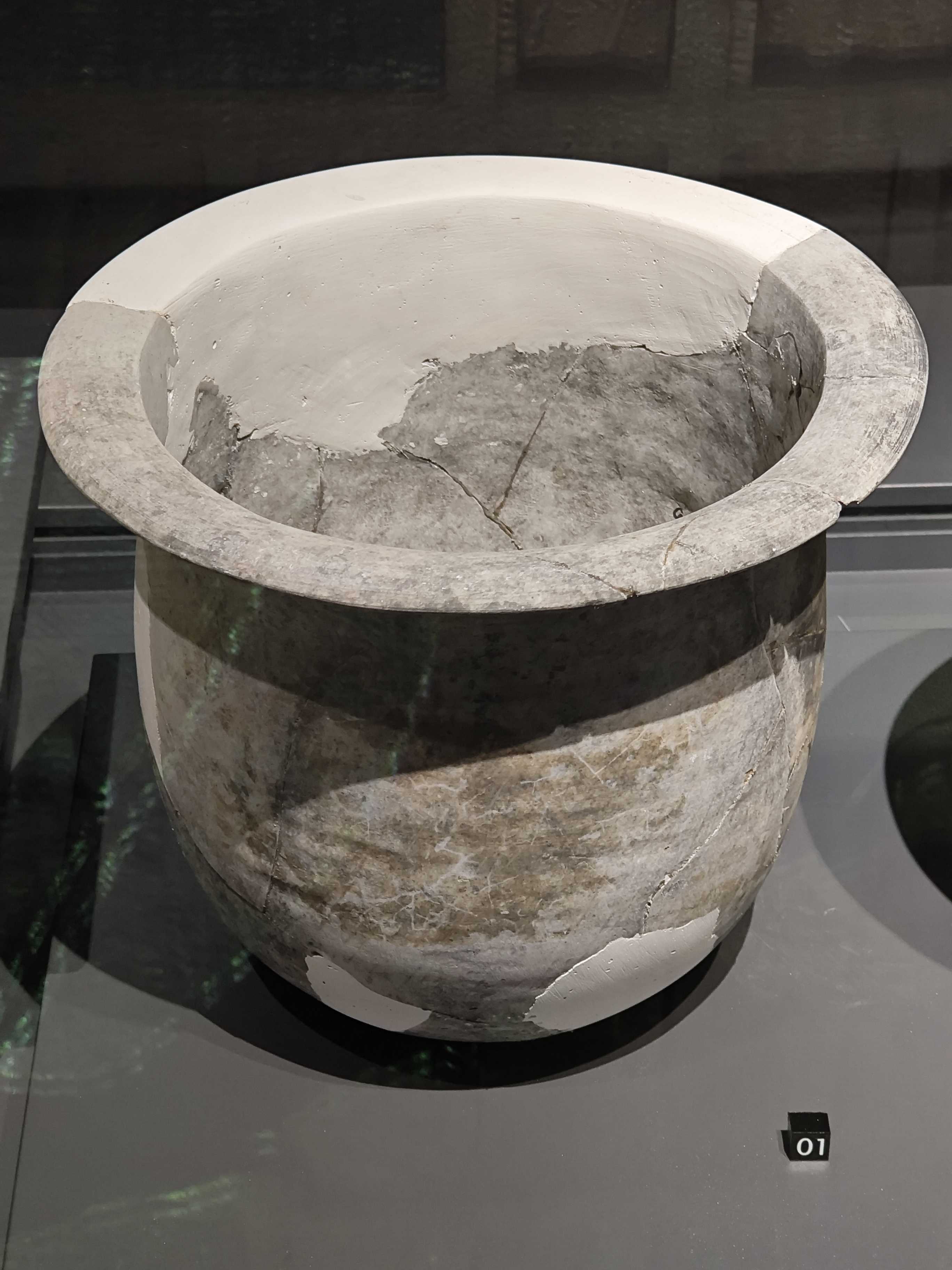
宽沿尊，新石器时代，成都考古中心藏
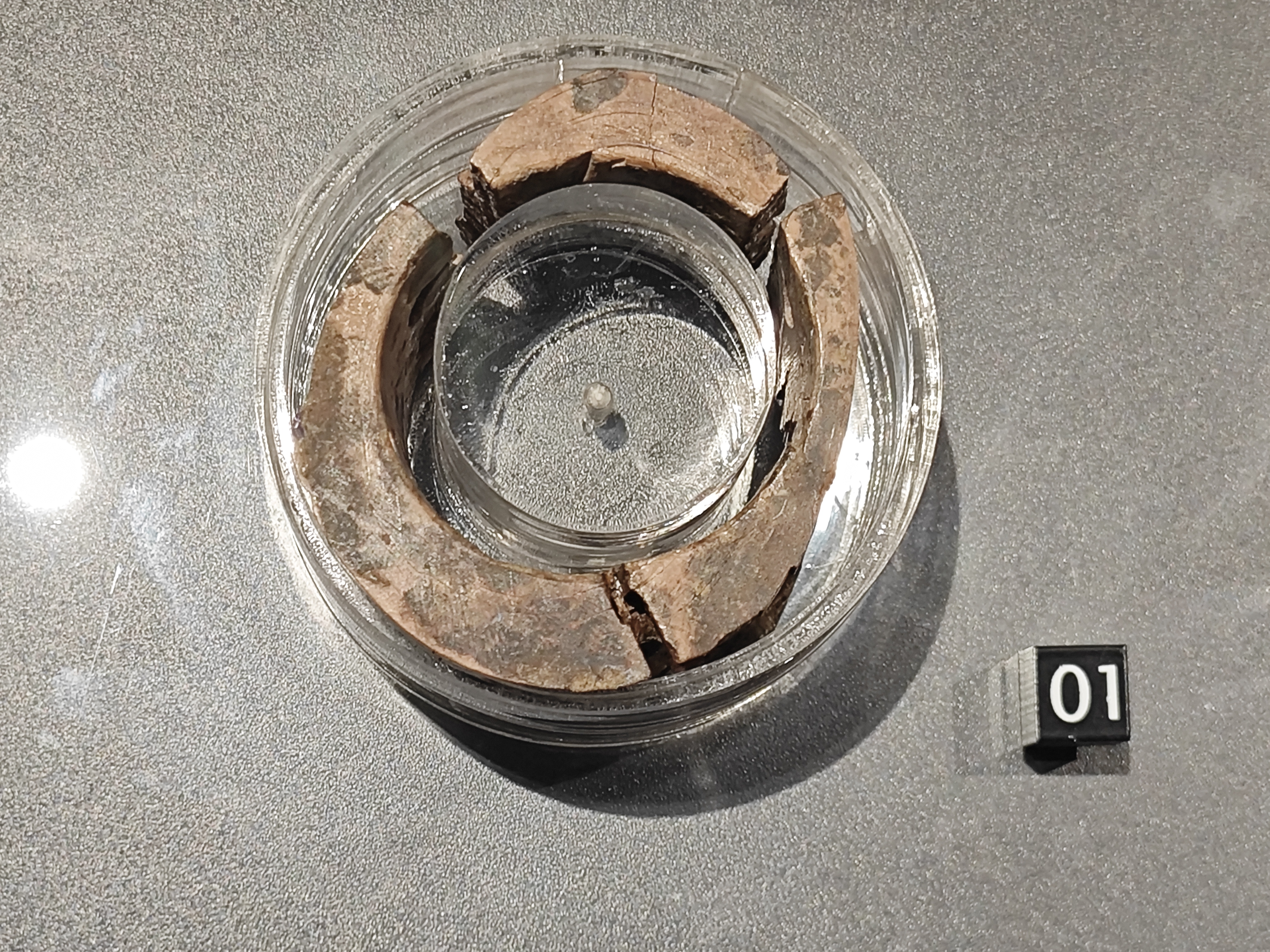
象牙镯，新石器晚期，成都考古中心藏